# Le Livre des crânes
Ne doit pas être confondu avec L'Île du Crâne.
Le Livre des crânes (titre original : The Book of Skulls) est un roman de Robert Silverberg publié en 1972 (1975 pour la traduction française).

## Résumé
Il s'agit du périple à travers les États-Unis de quatre étudiants en quête d'un monastère dont les occupants détiendraient le secret de l'immortalité, selon un ouvrage anonyme médiéval en langue catalane, Le Livre des crânes, trouvé par l'un d'eux. Ce voyage sera l'occasion pour chacun d'eux de faire un retour sur sa vie. Le Livre prévient que les demandeurs doivent être quatre à se présenter ensemble, mais qu'il faudra que deux perdent la vie pour que les deux autres y accèdent…

## Autour du roman
- Le roman a notamment été publié dans le recueil Voyage au bout de l'esprit (éditions Omnibus, 1998, 904 pages).